# Линецкая, Евгения Симоновна
Евге́ния Семе́новна Лине́цкая (род. 30 ноября 1986, Москва) — российская и израильская теннисистка.
Лучшие достижения на турнирах WTA — полуфиналы в Паттайе и Мемфисе в 2005 году.
Почти весь 2006 год пропустила из-за травмы запястья. Вернулась на корт в феврале 2007 года и выиграла затем три турнира ITF — один в Португалии и два в Израиле.
В начале 2007 года переехала в Израиль и приняла решение выступать за сборную этой страны в Кубке Федерации. Тем не менее до 2010 года она не провела ни одного матча за сборную Израиля, а в индивидуальных турнирах не участвовала с 2008 года. В апреле 2012 года приняла участие в турнире ITF в Хорватии, где выиграла 2 матча, а затем без борьбы (1-6 0-6) уступила чешской теннисистке, не входящей в топ-500 мирового рейтинга.

## Рейтинг на конец года в одиночном разряде
- 2001: 691
- 2002: 737
- 2003: 221
- 2004: 96
- 2005: 53
- 2006: 1192
- 2007: 594